# Kopal Langzeitarchivierung
Ziel des Verbundprojekts kopal (Kooperativer Aufbau eines Langzeitarchivs digitaler Informationen) ist der Aufbau eines kooperativ entwickelten und betriebenen Archivsystems zur Sicherung der Langzeitverfügbarkeit digitaler Dokumente. Dabei soll nicht nur der physische Erhalt der Daten gewährleistet werden, sondern vor allem auch deren künftige Interpretierbarkeit. kopal wurde von 2004 bis 2007 vom Bundesministerium für Bildung und Forschung gefördert.

## Inhalt und Verlauf des Projekts
Unter der Leitung der Deutschen Nationalbibliothek entwickeln die Projektpartner in Kooperation eine technische und organisatorische Lösung zur Langzeitarchivierung. Die technische Umsetzung der Funktionalität beruht auf Vorarbeiten, die von der Nationalbibliothek der Niederlande (KB) und IBM als gemeinschaftliches Entwicklungsprojekt seit dem Jahr 2000 betrieben werden. Das seit 2003 produktive eDepot für elektronische Ressourcen der KB hat als Basis das IBM-eigene „Digital Information Archiving System – DIAS“, dessen Kern nach einer Anpassung für kopal genutzt wird. Die Weiterentwicklung des Systems zu einem kooperativ betriebenen, mit standardisierten Schnittstellen ausgestatteten System wird im Rahmen von kopal von IBM übernommen. Die von den Projektpartnern DNB und SUB Göttingen entwickelte Software für die Einspeisung in das System und die Abfrage von archivierten Objekten wird unter einer Open-Source-Lizenz veröffentlicht (Softwarebibliothek koLibRI – kopal Library for Retrieval and Ingest). Der technische Betrieb des Langzeitarchivs ist beim Rechenzentrumspartner GWDG angesiedelt.
Für die von kopal zu entwickelnde Archivierungslösung ist eine Integration in bestehende Bibliothekssysteme und die Nachnutzbarkeit des Systems durch weitere Kulturerbeinstitutionen sowie durch sonstige Einrichtungen, die eine Langzeitarchivierung benötigen, ausdrücklich erwünscht. Das Projekt wird vom Bundesministerium für Bildung und Forschung seit Juli 2004 mit einem Volumen von 4,2 Millionen Euro gefördert und ist damit das bisher größte Verbundprojekt zur digitalen Langzeitarchivierung in Deutschland.
kopal lässt sich im Unterschied zu anderen Initiativen, die sich der Archivierung digitaler Materialien widmen, für Materialien aller Art nutzen und flexibel an die jeweiligen Nutzungsbedingungen der Institutionen anpassen. Als Mandanten nutzen derzeit die SUB Göttingen und die Deutsche Nationalbibliothek das Archivsystem. Für weitere Interessenten sind verschiedene Nutzungsmodelle entwickelt worden.

## Projektpartner
Projektpartner im Förderzeitraum sind:
- Deutsche Nationalbibliothek (Gesamtprojektleitung)

- Niedersächsische Staats- und Universitätsbibliothek Göttingen

- IBM Deutschland GmbH

- Gesellschaft für wissenschaftliche Datenverarbeitung mbH Göttingen